# Jack Kruschen
Jacob Kruschen (født 20. marts 1922, død 2. april 2002) var en canadisk karakterskuespiller, der primært arbejdede i amerikansk film, tv og radio. Kruschen blev nomineret til en Oscar for bedste mandlige birolle i rollen som Dr. Dreyfuss i komedie-dramaet Nøglen under måtten(1960).